# Чернова, Татьяна Николаевна (поэтесса)
Татьяна Николаевна Чернова (в замужестве Петрова; род. 15 декабря 1953) — удмуртская поэтесса, переводчица, журналистка. Лауреат премии имени Флора Васильева (1994) и журналистской премии Общества финской культуры имени М. А. Кастрена (2009). Член Союза журналистов (1981) и Союза писателей России (1988), заслуженный работник культуры Удмуртской Республики (1998).
Наряду с Аллой Кузнецовой, Людмилой Кутяновой и Галиной Романовой считается одной из наиболее ярких представительниц женской лирики в удмуртской литературе конца XX века.

## Биография
Татьяна Николаевна Чернова родилась 15 декабря 1953 года в селе Зура Игринского района Удмуртии. Была одной из шестерых детей в семье; отец — участник Великой Отечественной войны; мать — удмуртская детская поэтесса Лидия Чернова, библиотекарь по профессии. Училась в восьмилетней школе деревни Пазяли, а после переезда с семьёй в Можгинский район — в средней школе села Большая Уча. По окончании в 1976 году филологического факультета Удмуртского государственного университета один год проработала учителем в средней школе деревни Старая Монья Малопургинского района.
В 1977 году получила приглашение на работу корреспондентом в газете «Советской Удмуртия» (ныне — «Удмурт дунне»). С 1986 по 1993 годы — редактор художественной литературы на удмуртском языке в книжном издательстве «Удмуртия». С 1993 по 1996 годы — методист Научно-методического центра народного творчества Министерства культуры, печати и информации Удмуртской Республики. В 1996 году вернулась в редакцию «Удмурт дунне» на должность редактора отдела культуры. С 2002 по 2004 годы — литературный консультант Союза писателей Удмуртии.

## Творчество
Интерес к поэзии Татьяна Николаевна преняла от матери, детской поэтессы Лидии Дмитриевны. Первое стихотворение Татьяны Черновой было опубликовано в газете «Советской Удмуртия». Первый сборник собственных стихов поэтессы «Тыныд тодмотэм кырӟанэ» (в переводе с удм. — «Тебе незнакомая песня моя») вышел в 1980 году. В 1986, 1991 и 2021 годах опубликованы поэтические сборники «Та шундыё дуннеямы» (с удм. — «В этом солнечном мире»), «Тӥ ӧй тодысалды…» (с удм. — «Вы не узнали бы…») и «Туривесь» (с удм. — «Купена»). Её стихотворения печатались на страницах республиканских изданий, а также в журналах «Молодая гвардия», «Крестьянка», «Урал» и др., книге «Между Волгой и Уралом», коллективных поэтических сборниках.
Стихи Татьяны Черновой переведены на русский, татарский, марийский, мордовский, коми, чувашский, украинский, эстонский языки. Также она сама переводит произведения с русского, коми, марийского, мордовского, эстонского, татарского, чувашского, французского, чеченского языков на удмуртский.
Ряд стихов Татьяны Николаевны положены на музыку; среди них: «Трос-а кулэ милемлы?», «Мон тынад тодад-а?», «Мынам шумпотонэ», «Кылъёсыд тынад».
Поставленный в 2000 году Государственным национальным театром Удмуртской Республики спектакль на драму «Айна», написанную Черновой в соавторстве с Василием Ушаковым, имел большой успех на Фестивале финно-угорских театров.
Основными темами её поэзии являются материнство, преемственность поколений, восхищение природой своего края, переживание чувства любви.